# Гидрография
Гидрография (от др.-греч. ὕδωρ «вода» + γράφω «пишу»; дословно — «водоописание») — отрасль прикладных наук, которая занимается измерением и описанием физических характеристик океанов, морей, прибрежных районов, озёр и рек, а также прогнозированием их изменения на протяжении времени с основной целью обеспечения безопасности навигации и для поддержки всех остальных видов морской деятельности, включая экономическое развитие, безопасность и оборону, научные исследования и защиту окружающей среды.

## Виды гидрографической деятельности
- Морские гидрографические исследования — исследования отдельных районов Мирового океана и внутренних закрытых морей с целью получения информации о рельефе и грунтах морского дна
- Морские гидрографические работы — работы, выполняемые в пределах моря и его береговой полосы при морских гидрографических исследованиях

## Морские виды деятельности, где применима современная гидрография
- принятие участия при проектировании прибрежных водозащитных сооружений,
- моделирование последствий цунами,
- предварительная оценка перемещения загрязнения на море (морская экология, управление водными ресурсами),
- вспомогательная функция при спасательных операциях на море (управление чрезвычайными ситуациями на море),
- поиск областей, наиболее подходящих для возобновляемых морских, например ветра или волновых генераторов (энергетика),
- поиск новых ресурсов на морском дне,
- делимитация границ,
- участие при проектировании портовой инфраструктуры,
- участие в морских археологических экспедициях (морская археология),
- вспомогательная функция при прокладывании кабеля через водные пространства,
- участие при дноуглубительных работах,

## История гидрографии

### Россия

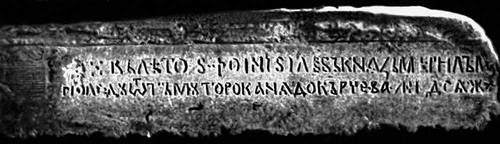
Тмутараканский камень

В России гидрографические исследования начинаются с начала XI века (руководитель работ Глеб Святославич (князь новгородский) — первый зафиксированный пример гидрографических работ на Руси).

#### Одно из первых определений гидрографии в России было дано В. Н. Татищевым
«Гидрография есть описание вод, то есть сказание о морях, заливах, озёрах и реках, их широте, глубине и положении всех вод, что более корабельсчикам нужно, однакож как поверхность шара земного большую часть водами покрыта, так неудобно описателю Земли миновать описание вод, так описателю вод невозможно берегов не коснуться» («О географии вообсче и о русской», 1746 год).

### Западная Европа
В Западной Европе гидрографические исследования производятся с начала XVIII века.

### США
В США — гидрографические исследования производятся с начала XIX века.

### Китай
В Китае — гидрографические исследования производятся с начала XIX века.

## Гидрографические организации

### Международная гидрографическая организация
Международная гидрографическая организация (англ. International Hydrographic Organization) — международная организация, созданная в 1921 году для координации гидрографической деятельности государств-членов.

### Международная федерация гидрографических обществ (IFHS)
Международная федерация гидрографических обществ (IFHS, англ. International Federation of Hydrographic Societies) ставит перед собой задачу развивать международное сотрудничество в области гидрографии посредством обмена ресурсами и информацией между гидрографическими обществами и распространять знания в области гидрографических и подводных исследований, а также способствовать развитию соответствующих морских технологий.

### Гидрографическое общество, Санкт-Петербург, Россия (ГО)
Гидрографическое общество (Санкт-Петербург) имеет своей целью содействие развитию научной и практической гидрографии, профессиональное совершенствование тех, кто ею занимается, удовлетворение их деловых интересов, содействие повышению уровня образования в области гидрографии.